# Спецификация (шаблон)
Спецификация (Specification) е поведенчески шаблон за дизайн, който се използва в обектно-ориентираното програмиране.